# Lame perpendiculaire de l'os ethmoïde
La lame perpendiculaire de l'os ethmoïde est une lame mince et aplatie faisant partie de la lame verticale de l'os ethmoïde.

## Description
La lame perpendiculaire se situe en dessous de la lame criblée et contribue à la constitution du septum nasal. Généralement, elle dévie d'un côté ou de l'autre.
Elle présente :
- un bord supérieur qui fusionne avec la lame criblée ;
- un bord antéro-supérieur qui s'articule avec l'épine nasale de l'os frontal et avec le sillon inter-nasal des os nasaux ;
- un bord antéro-inférieur sur lequel se fixe le cartilage du septum nasal ;
- un bord postéro-inférieur qui s'articule avec l'os vomer ;
- un bord postéro-supérieur qui s'articule avec la crête sphénoïdale.

Les surfaces de la lame sont lisses, sauf dans sa partie supérieure, où de nombreuses rainures et canaux, partant des foramens de la lame criblée, qui logent les rameaux du nerf olfactif.